# Мисс Вселенная 2023
Мисс Вселенная 2023 (англ. Miss Universe 2023) — 72-й международный конкурс красоты Мисс Вселенная. Победительницей стала представительница Никарагуа — Шейннис Паласиос.

## Закулисье

### Локация
14 января 2023 года президент Сальвадора Найиб Букеле сообщил, что «Мисс Вселенная» будет позднее проведён в стране. 27 января 2023 года «Miss Universe Organization» сообщило, что конкурс будет проведён 18 ноября 2023 года В последний раз страна проводила конкурс в 1975 году.

### Отбор участниц
Участницы из восьмидесяти шести стран и территорий были выбраны для участия в конкурсе. Пять участниц были выбраны к участию после того, как заняли вторые места на национальных конкурсах или отобраны в ходе кастинга.
Впервые за 66 лет «Miss Universe Organization» разрешит участвовать в соревнованиях замужним женщинам и женщинам с детьми. Рикки Колле представительница страны Нидерланды и Марина Мачете из Португалии станут второй и третьей трансгендерными женщинами допущенными к участию на Мисс Вселенная, после участия Анхелы Понсе из Испании в 2018 году. Камила Авелла представительница Колумбии и Мишель Кон представительница Гватемалы будут первыми замужними женщинами и матерями, которые примут участие в конкурсе после изменений правил «Miss Universe Organization».

#### Замены
Майя Турдалиева - Мисс Кыргызстан 2023 и будет представлять Кыргызстан на Мисс Вселенная 2024, который пройдет в Мексике . Намуунзул Батмагнай, Вторая Вице-мисс «Мисс Монголия 2023» была выбрана для представления Монголии после того, как победительница Номинзул Занждангиин не сможет принять участие в «Мисс Вселенная».

#### Дебют, возвращение и отказавшиеся страны
Этот конкурс будет отмечен дебютом Пакистаном. Вернутся — Дания, Египет, Гайана, Венгрия, Ирландия, Казахстан, Латвия, Монголия, Норвегия и Зимбабве. Зимбабве в последний раз приняла участие в 2001 году. Латвия в последний раз приняла участие в 2006 году. Гайана в последний раз приняла участие в 2017 году. Египет и Монголия в последний раз приняли участие в 2019 году. Остальные страны в последний раз принимали участие в 2021 году. Армения, Белиз, Бутан, Гана, Гаити, Сейшельские острова, Турция и Уругвай отказались от участия после того, как организаторы не смогли провести национальные конкурсы красоты.

#### Конфликт
Семь участниц конкурса «Мисс Вселенная Индонезия 2023» написали заявление в полицию, по поводу случаев сексуальных домогательств со стороны организаторов конкурса. Эти жалобы были поданы после того, как конкурсантки прошли «медосмотра», где участницам было сказано снять одежду и нижнее бельё на глазах у полдюжины людей, как мужчин, так и женщины, в тесной комнате, несмотря на то, что им сказали, что это подходящее место для их конкурсной одежды. Одна из участниц утверждала, что её заставляли принимать несколько поз и раздвигать ноги, пока она стояла, а пять участниц заявили, что они были сфотографированы без их согласия, будучи обнажённым. Расследование было запущено Правительством Индонезии и «Miss Universe Organization», что привело к решению о разрыве связей с «PT Capella Swastika Karya», косметическая компания, которая проводит конкурс «Мисс Вселенная Индонезия» и «Poppy Capella», национальный директор организации.

## Конкурс

### Формат
В этом конкурсе будет снова использовано интернет-голосование и фанаты смогут проголосовать за участницу, которая должна выйти в полуфинал.

## Результаты

### Места
| Места               | Участница |
| ------------------- | --- |
| Мисс Вселенная 2023 | - Никарагуа – Шейннис Паласиос |
| 1-я Вице-мисс       | - Таиланд – Аннтония Порсилд |
| 2-я Вице-мисс       | - Австралия – Морайя Уилсон |
| Топ 5               | - Колумбия – Камила Авелла - Пуэрто-Рико – Карла Гильфу |
| Топ 10              | - Сальвадор – Изабелла Гарсия-Мансо - Перу – Камила Эскрибенс - Филиппины – Мишель Ди § - Испания – Афинея Перес - Венесуэла – Диана Силва |
| Топ 20              | - Камерун – Исси Принцесса - Чили – Селеста Виль - Индия – Швета Шарда - Ямайка – Джордан Леви - Намибия – Джамила Уйрас - Непал – Джейн Гарретт - Пакистан – Эрика Робин - Португалия – Марина Мачете - ЮАР – Бриони Говендер - США – Ноэлия Войгт |

§ – По результатам голосования зрителей вошла в Топ-20.

### Специальные награды
| Награда                                           | Участница                |
| ------------------------------------------------- | ------------------------ |
| Выбор фанатов (автоматические попадание в Топ 20) | - Филиппины – Мишель Ди  |
| Мисс Конгениальность                              | - Испания – Афинея Перес |
| Премия «Дух Карнавала»                            | - Филиппины – Мишель Ди  |

#### Голос перемены
В преддверии основного конкурса участницы соревновались в конкурсе «Голос перемены», где в трёхминутном видеоролике рассказывали о своих идеях. Победительницы конкурса были определены в ходе интернет-голосования и отборочной комиссией при спонсорской поддержке ювелирного бренда Mouawad и коммуникационной платформы «CI Talks». Десять финалисток были объявлены в ходе предварительного конкурса, а три победительницы в финале.
| Место   | Участница |
| ------- | --- |
| Золото  | - Ангола – Ана Коимбра - Филиппины – Мишель Ди - Пуэрто-Рико – Карла Гильфу |
| Серебро | - Бразилия – Мария Бречане - Чили – Селеста Виль - Ливан – Майя Абуль Хосн - Сингапур – Приянка Аннунсия - ЮАР – Бриони Говендер - Украина – Ангелина Усанова - Зимбабве – Брук Брюк-Джексон |

## Участницы
Список участниц:
| Страна/Территория                   | Участница              | Возраст | Родной город / Регион |
| ----------------------------------- | ---------------------- | ------- | --------------------- |
| Албания                             | Энди Демнери           | 24      | Тирана                |
| Ангола                              | Ана Коимбра            | 23      | Бенгела               |
| Аргентина                           | Ямиле Даджуд           | 27      | Буэнос-Айрес          |
| Аруба                               | Кэрол Крус             | 27      | Ораньестад            |
| Австралия                           | Морайя Уилсон          | 22      | Мельбурн              |
| Багамские Острова                   | Мелисса Ингрэм         | 26      | Лонг-Айленд           |
| Бахрейн                             | Луджан Якуб            | 19      | Амала                 |
| Бельгия                             | Эмили Ванстенкисте     | 22      | Элевейт               |
| Боливия                             | Эстефани Риверо        | 26      | Тринидад              |
| Бразилия                            | Мария Бречане          | 19      | Риу-Гранди            |
| Виргинские Острова (Великобритания) | Ашелика Фахи           | 28      | Тортола               |
| Болгария                            | Юлия Павликова         | 30      | Керчь                 |
| Камбоджа                            | Сотима Джон            | 23      | Кампонгтям            |
| Камерун                             | Исси Принцесса         | 22      | Прибрежный регион     |
| Канада                              | Мэдисон Квалтин        | 25      | Грейтер-Садбери       |
| Острова Кайман                      | Илинн Пауэри           | 26      | Уэст-Бэй              |
| Чили                                | Селеста Виль           | 24      | Сантьяго              |
| Китай                               | Цзя Ци                 | 23      | Чэнду                 |
| Колумбия                            | Камила Авелла          | 28      | Йопаль                |
| Коста-Рика                          | Лисбет Вальверде       | 28      | Ювита                 |
| Хорватия                            | Андреа Эрьявек         | 23      | Перушич               |
| Кюрасао                             | Ким Россен             | 26      | Виллемстад            |
| Чехия                               | Ким Россен             | 20      | Пршеров               |
| Дания                               | Николина Хансен        | 21      | Вальбю                |
| Доминиканская Республика            | Мариана Даунинг        | 27      | Котуи                 |
| Эквадор                             | Делари Стофферс        | 23      | Гуаякиль              |
| Египет                              | Мохра Тантауи          | 21      | Каир                  |
| Сальвадор                           | Изабелла Гарсия-Мансо  | 20      | Сан-Сальвадор         |
| Экваториальная Гвинея               | Диана Хинестроза       | 25      | Кориско               |
| Финляндия                           | Паула Йоуканен         | 22      | Хельсинки             |
| Франция                             | Диана Лейре            | 26      | Париж                 |
| Германия                            | Хелена Блейхер         | 24      | Равенсбург            |
| Великобритания                      | Джессика Пейдж         | 28      | Ливерпуль             |
| Греция                              | Мариэлия Залуми        | 20      | Афины                 |
| Гватемала                           | Мишель Кон             | 28      | Гватемала             |
| Гайана                              | Лиза Наринэ            | 26      | Померун-Супенаам      |
| Гондурас                            | Зухейлин Клементе      | 23      | Тегусигальпа          |
| Венгрия                             | Тюнде Блага            | 27      | Hidegség              |
| Исландия                            | Лилья Петурсдоттир     | 19      | Рейкьявик             |
| Индия                               | Швета Шарда            | 23      | Чандигарх             |
| Индонезия                           | Фабьен Гроеневельд     | 23      | Джакарта              |
| Ирландия                            | Айша Акореде           | 24      | Лейкслип              |
| Италия                              | Кармен Панепинто       | 24      | Виттория              |
| Ямайка                              | Джордан Леви           | 27      | Кингстон              |
| Япония                              | Рио Миядзаки           | 21      | Сидзуока              |
| Казахстан                           | Томирис Заир           | 20      | Алма-Ата              |
| Республика Косово                   | Арбеса Ррахмани        | 22      | Урошевац              |
| Кыргызстан                          | Акилай Калбердиева     | 21      | Бишкек                |
| Лаос                                | Пхаймани Латхсабантхао | 28      | Вьентьян              |
| Латвия                              | Кате Алексеева         | 29      | Рига                  |
| Ливан                               | Майя Абуль Хосн        | 25      | Btekhnay              |
| Малайзия                            | Серена Ли              | 24      | Куала-Лумпур          |
| Мальта                              | Элла Портелли          | 25      | Сент-Джулианс         |
| Маврикий                            | Татьяна Богарне        | 24      | Souillac              |
| Мексика                             | Мелисса Флорес         | 25      | Венустиано-Карранс    |
| Монголия                            | Намуунзул Батмагнай    | 24      | Улан-Батор            |
| Мьянма                              | Амара Бо               | 23      | Мандалай              |
| Намибия                             | Джамила Уйрас          | 23      | Виндхук               |
| Непал                               | Джейн Гарретт          | 23      | Катманду              |
| Нидерланды                          | Рикки Колле            | 22      | Бреда                 |
| Никарагуа                           | Шейннис Паласиос       | 23      | Дирьямба              |
| Нигерия                             | Угочи Ихэзуэ           | 27      | Ideato North          |
| Норвегия                            | Юлие Толлефсен         | 28      | Осло                  |
| Пакистан                            | Эрика Робин            | 25      | Карачи                |
| Панама                              | Наташа Варгас          | 26      | Лас-Таблас            |
| Парагвай                            | Элисена Андрада        | 28      | Tobatí                |
| Перу                                | Камила Эскрибенс       | 25      | Лима                  |
| Филиппины                           | Мишель Ди              | 28      | Макати                |
| Польша                              | Ангелика Юрковянец     | 27      | Намыслув              |
| Португалия                          | Марина Мачете          | 28      | Палмела               |
| Пуэрто-Рико                         | Карла Гильфу           | 26      | Патильяс              |
| Россия                              | Маргарита Голубева     | 22      | Санкт-Петербург       |
| Сент-Люсия                          | Эрлика Фредерик        | 25      | Choiseul              |
| Сингапур                            | Приянка Аннунсия       | 26      | Сингапур              |
| Словакия                            | Кинга Пухова           | 23      | Дунайска-Стреда       |
| ЮАР                                 | Бриони Говендер        | 27      | Кемптон-Парк          |
| Республика Корея                    | Ким Союн               | 28      | Кёнсан-Намдо          |
| Испания                             | Афинея Перес           | 27      | Мурсия                |
| Швейцария                           | Лорена Сантен          | 26      | Аргау                 |
| Таиланд                             | Аннтония Порсилд       | 27      | Накхонратчасима       |
| Тринидад и Тобаго                   | Вера Гиллезо           | 25      | Сан-Фернандо          |
| Украина                             | Ангелина Усанова       | 26      | Киев                  |
| США                                 | Ноэлия Войгт           | 24      | Парк-Сити             |
| Венесуэла                           | Диана Силва            | 26      | Каракас               |
| Вьетнам                             | Кюинь Хоа Буй          | 25      | Ханой                 |
| Зимбабве                            | Брук Брюк-Джексон      | 21      | Хараре                |